# Рейнські луки
Рейнські луки — декілька меандр, які Рейн має вздовж свого річища.

## Лука в Базелі

Рейнська лука в Базелі (Швейцарія), вид з Базельського собору

У швейцарському місті Базель Рейн змінює напрямок течії зі сходу на захід під кутом близько 90°, перш ніж продовжити течію на північ уздовж кордону Німеччини та Франції до Північного моря. Базельська лука Рейну лежить на трикутнику кордону між Німеччиною, Швейцарією та Францією.
Уся лука лежить у межах міста Базель, а район Кляйнбазель на правому березі Рейну та муніципалітети Ріен і Беттінген на правому березі Рейну, також належать до Рейнськох луки.
Далі на північ розташовані німецькі міста Леррах і Вайль-на-Рейні, а також французькі міста Унінг і Сен-Луї.
З точки зору тектоніки, на північ від Базельської лук лежить Верхньорейнський грабен, який є епіцентром Базельської зони землетрусів.

### До виникнення
Лука утворилася після закінчення Вюрмського гляціалу.
У той час Рейн все ще спрямовував свої води по прямій лінії від Гренцахер-Горну, через Рієн і Вайль, щоб досягти свого нинішнього річища між Фрідлінгеном і Еймельдінгеном.
Величезні уламки та відкладення гравію з Фельдберзького льодовика у Візенталі перенесені до Рейну після того, як льодовик танув.
Він утворив широку дельту, яка підштовхнула Рейн до його нинішньої луки.
Протягом тисячоліть гирло Візена було розташоване між Гренцахер-Горном і Фрідлінгеном, і лише в останні 6000–2500 років воно знайшло своє нинішнє гирло біля Кляйннюнінгена.

## Лука біля Бінгену

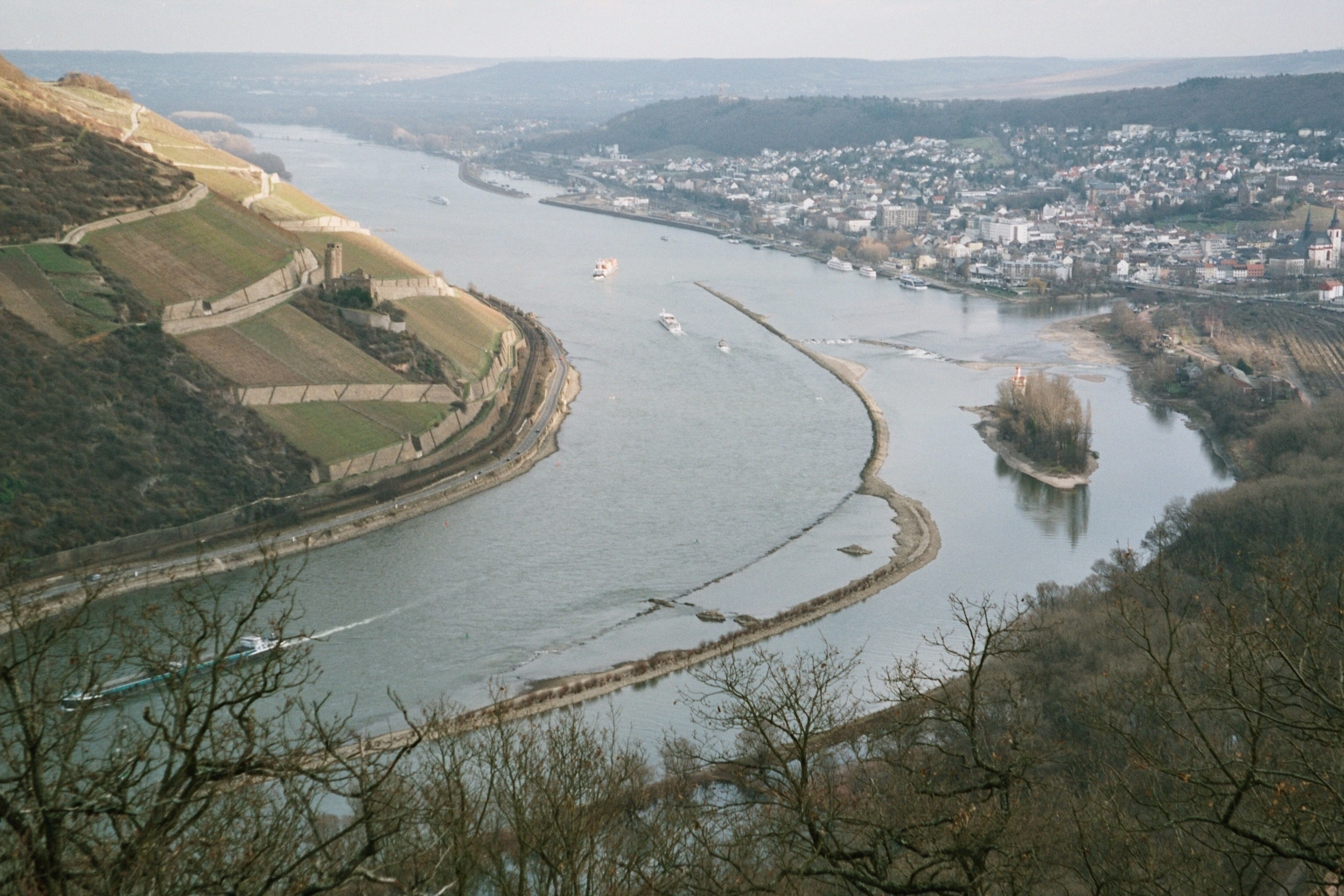
Лука біля Бінгену

На межі Верхнього та Середнього Рейн біля Бінгену річка спрямовує своє річище паралельно північному хребту гір Райнгау з напрямку ESE під кутом 90° на NNW.
Тут починається річкова брама через Рейнські Сланцеві гори, що прямує до Кобленца.
Бінгенський ліс височіє на лівому березі луки.
Озеро Бінгер-Лох розташовано біля луки — вузька територія через кварцитовий риф, який перетинає річку.
Через цю дренажну перешкоду змінюється не тільки течія Рейну, але й його градієнтний профіль.
Над Бінгер-Лохом, між Мангаймом і Бінгеном, Рейн має нахил 10 см на кілометр річки.
Нижче, між Бінгеном і Кобленцом, градієнт становить 65 см на кілометр.

## Лука в Дюссельдорфі

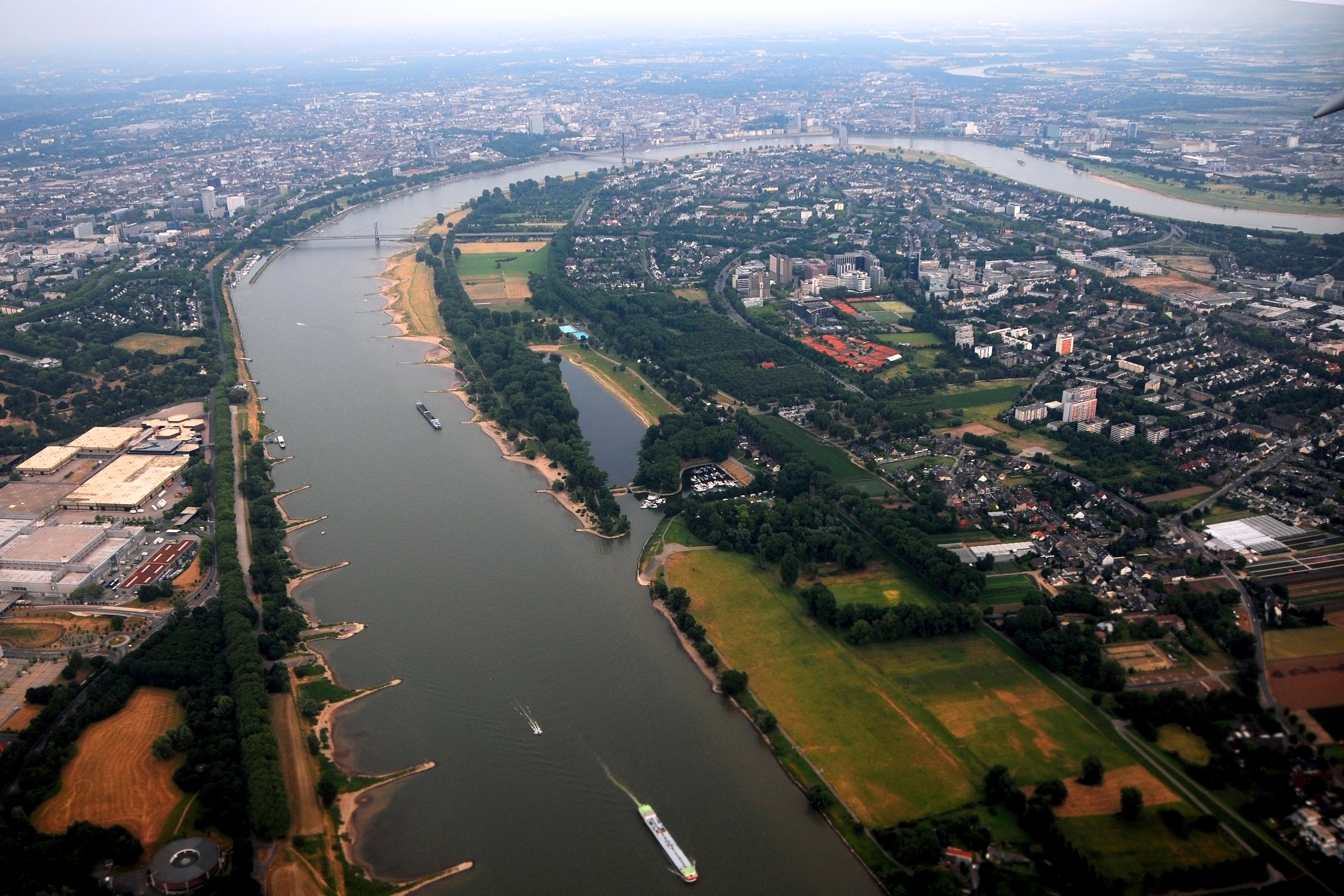
Лука біля Дюссельдорфа з висоти пташиного польоту

У Дюссельдорфі Рейн різко вигинається біля Дюссельдорф-Гафен на правому березі Рейну, так що район Оберкассель навпроти виглядає майже півостровом.
Ця лука, перетинається мостом Райнкні, відкритим в 1969 році.
Рейнська вежа, побудована в 1978-82 рр., і будівля парламенту землі Північний Рейн-Вестфалія, завершена в 1988 році, розташовані на березі.
До завершення будівництва залізничного мосту Гамм в 1870 році залізниця Дюссельдорф — Ельберфельд закінчувалася на станції Райнкні.
На протилежному лівому березі Рейну була станція Оберкассель, звідки мандрівники, переправившись на поромі, могли продовжити свою подорож залізницею Оберкассель-Менхенгладбах до Нойса, Менхенгладбаха та Аахена.

## Чотири луки біля Неймегену
Є ще чотири луки (або два S-вигини) на північ від Неймегену, але річка тут називається Вааль, тому що вона належить до дельти від державного кордону.
Західна лука виражена дуже чітко, східна трохи менше, а також були звуження в поперечному розрізі.
Фарватер розширено для судноплавства в 1960-70-х рр.